# 純情事情 春と修羅
『純情事情 春と修羅』（じゅんじょうじじょう はるとしゅら）は、早稲田ちえによる日本の読みきり漫画作品。
『なかよしはるやすみランド』（『なかよし』増刊枠、講談社）2000年春の号に発表された。

## 書誌情報
早稲田ちえ 『純情事情 春と修羅』 講談社〈講談社コミックスなかよし〉、全1巻、2000年10月6日発行、ISBN 4-06-178948-1